# Luigi Paulini
Luigi Paulini (Zuglio, 20 settembre 1862 – Portogruaro, 22 febbraio 1945) è stato un vescovo cattolico italiano.

## Biografia
Monsignor Luigi Paulini nacque a Formeaso di Zuglio il 20 settembre 1862.

### Formazione e ministero sacerdotale
Nel 1887 entrò nel seminario delle missioni estere di Milano, ma, avendo perso la vista all'occhio sinistro, non riuscì a portare a termine gli studi. Ritornò quindi in Friuli, a Udine, dove, dopo aver ottenuto una dispensa per il difetto fisico, il 22 dicembre del 1888 fu ordinato presbitero per l'arcidiocesi di Udine. L'anno successivo fu nominato cappellano a Fielis di Zuglio. Nel 1890 venne trasferito a Saletto di Raccolana, dove ricoprì anche l'incarico di maestro elementare. Nel 1896 fu chiamato a insegnare presso il seminario di Udine, inizialmente latino, italiano e storia, e dal 1900 teologia morale. In questi anni si impegnò nel favorire la nascita di piccole biblioteche circolanti e di scuole serali per gli adulti con un'attenzione per i temi sociali, che emerse anche dai numerosi articoli realizzati per il settimanale cattolico "Il Piccolo Crociato". Alla fine del 1908 era uno dei più convinti sostenitori della nascita di un'unica organizzazione giovanile cattolica in diocesi, assumendo un ruolo di primo piano nella sua istituzione.

### Ministero episcopale
L'11 settembre 1911 papa Pio X lo nominò vescovo di Nusco. Ricevette l'ordinazione episcopale l'8 dicembre successivo dal arcivescovo metropolita di Udine Antonio Anastasio Rossi, coconsacranti il vescovo di Concordia Francesco Isola e il vescovo di Belluno e Feltre Giuseppe Foschiani. Cinque anni più tardi venne nominato amministratore apostolico della diocesi di Chioggia.
Il 10 marzo 1919 papa Benedetto XV lo nominò vescovo di Concordia. La situazione in diocesi era ancora piuttosto tesa, dopo i tragici fatti occorsi al vescovo Francesco Isola. Questi aveva rifiutato di lasciare la diocesi dopo l'avanzata dell'esercito austro-ungarico dopo la disfatta di Caporetto. Al termine della guerra venne molto criticato per questa scelta e fu imputato in un processo con l'accusa di aver favorito l'esercito occupante. La decisione della Sacra Congregazione concistoriale di trasferire il seminario a Pordenone esasperò ulteriormente gli animi dei portogruaresi, per questo motivo il nuovo vescovo tardò ad entrare in diocesi, nominando suo delegato pro tempore Celso Costantini. In ottobre monsignor Paulini entrò finalmente a Portogruaro e a Pordenone, dove visitò i locali provvisori del seminario. I lavori di costruzione del nuovo istituto cominciarono solo nel 1924 e terminarono tre anni più tardi. In questo periodo monsignor Paulini si scontrò in diverse occasioni con il Partito Nazionale Fascista, sempre più indisponibile a tollerare forme di libertà individuale e associativa. Nel dicembre del 1925 fu colto da un ictus che limitò la sua attività pastorale. Nel 1929 il presule accolse con favore i Patti Lateranensi, convinto che potessero migliorare i rapporti tra Stato e Chiesa. Due anni più tardi, però, fu costretto nuovamente a schierarsi contro il fascismo, che intendeva sciogliere tutte le organizzazioni giovanili che non facevano riferimento al partito, tra cui l'Azione Cattolica. Un altro momento di scontro si verificò nel 1938, con la promulgazione delle leggi razziali: monsignor Paulini fece pubblicare sulla "Rassegna ecclesiastica concordiese" una lettera della Curia romana dal titolo "Le assurde proposizioni del razzismo confutate dalla dottrina della Chiesa". Nel 1940, invece, il vescovo non si dimostrò contrario all'entrata in guerra dell'Italia contro la Francia, che considerava doverosa. Il 21 giugno dello stesso anno fu colto da un secondo ictus, che ne precluse definitivamente l'attività pastorale e di governo. Il 5 aprile 1944 la Santa Sede nominò, quindi, monsignor Vittorio D'Alessi amministratore apostolico della diocesi.
Il vescovo Paulini, rimasto a Portogruaro, morì il 22 febbraio del 1945. È sepolto nella tomba dei vescovi nel duomo di Portogruaro.

## Genealogia episcopale
La genealogia episcopale è:
- Cardinale Scipione Rebiba
- Cardinale Giulio Antonio Santori
- Cardinale Girolamo Bernerio, O.P.
- Arcivescovo Galeazzo Sanvitale
- Cardinale Ulderico Carpegna
- Cardinale Paluzzo Paluzzi Altieri degli Albertoni
- Papa Benedetto XIII
- Papa Benedetto XIV
- Papa Clemente XIII
- Cardinale Marcantonio Colonna
- Cardinale Giacinto Sigismondo Gerdil, B.
- Cardinale Giulio Maria della Somaglia
- Cardinale Carlo Odescalchi, S.I.
- Cardinale Costantino Patrizi Naro
- Cardinale Lucido Maria Parocchi
- Cardinale Agostino Gaetano Riboldi
- Vescovo Francesco Ciceri
- Arcivescovo Antonio Anastasio Rossi
- Vescovo Luigi Paulini